# Анюкевич, Александр Антонович
Александр Антонович Анюкевич (бел. Аляксандр Антонавіч Анюкевіч; род. 10 апреля 1992, Гродно) — белорусский футболист, защитник, и тренер.

## Карьера

### Клубная
Воспитанник «Неман» (Гродно), с 2010 года начал выступать в основной состав команды. Во второй половине 2012 года закрепился на позиции левого защитника, но после возвращения в строй Максима Витуса уступил ему эту позицию.
В первой половине 2013 года прочно появлялся в основе, обычно на позиции правого защитника, а начиная с сентября стал только выходить на замену. В начале 2014 года играл в основном составе как левый защитник, но позже был вытеснен из состава и стал только выходить на замену.
В январе 2015 года оставил гродненский клуб и отправился на просмотр в жодинское «Торпедо-БелАЗ», однако контракт с «автозаводцами» подписан не был. В итоге вернулся в «Неман», с которым в феврале этого же года подписал новый контракт. В сезоне 2017 не имел прочного места в основе, выступая за дубль, и только в конце сезона вернулся в основной состав. В первой половине сезона 2018 привлекался к основному составу, а с августа стал выступать за дубль.
В декабре 2018 года перешел в «Слуцк», где вскоре закрепился в стартовом составе. В декабре 2019 года разорвал контракт со слуцким клубом. В январе 2019 года проходил осмотр в казахстанском «Каспие», однако в результате вернулся в «Слуцк» и подписал новый контракт. В январе 2022 года покинул клуб.
В феврале 2022 года вернулся в гродненский «Неман». Первый матч за клуб сыграл 13 марта 2022 года против могилёвского «Днепра». В чемпионате первый матч сыграл 19 марта 2022 года против жодинского «Торпедо-БелАЗ». Первым голом отличился 22 апреля 2022 года в матче против солигорского «Шахтёра». В декабре 2022 года продлил контракт с клубом.
В начале 2025 года завершил карьеру футболиста и начал тренерскую деятельность.

### Статистика
| Сезон | Дивизион | Клуб  | Страна                    | Матчи | Голы |
| ----- | -------- | ----- | ------------------------- | ----- | ---- |
| 2008  | дубль    | Неман | Флаг Беларуси (1995—2012) | 10    | 0    |
| 2009  | дубль    | Неман | Флаг Беларуси (1995—2012) | 23    | 0    |
| 2010  | Д1       | Неман | Флаг Беларуси (1995—2012) | 8     | 0    |
| 2011  | Д1       | Неман | Флаг Беларуси (1995—2012) | 11    | 0    |
| 2012  | Д1       | Неман | Флаг Беларуси             | 15    | 0    |
| 2013  | Д1       | Неман | Флаг Беларуси             | 26    | 0    |
| 2014  | Д1       | Неман | Флаг Беларуси             | 18    | 0    |
| 2015  | Д1       | Неман | Флаг Беларуси             | 18    | 0    |
| 2016  | Д1       | Неман | Флаг Беларуси             | 22    | 1    |
| 2017  | Д1       | Неман | Флаг Беларуси             | 15    | 0    |
| 2018  | Д1       | Неман | Флаг Беларуси             | 9     | 0    |
| 2019  | Д1       | Слуцк | Флаг Беларуси             | 25    | 0    |
| 2020  | Д1       | Слуцк | Флаг Беларуси             | 21    | 0    |
| 2021  | Д1       | Слуцк | Флаг Беларуси             | 16    | 0    |
| 2022  | Д1       | Неман | Флаг Беларуси             | 18    | 1    |
| 2023  | Д1       | Неман | Флаг Беларуси             | 3     | 0    |

### Международная
Выступал за юношескую сборную Беларуси (до 17 лет), юношескую сборную Беларуси (до 19 лет) и молодёжную сборную Беларуси (до 21 года).

## Достижения
«Неман» Гродно
- Обладатель Кубка Беларуси: 2023/24